# Sênh tiền

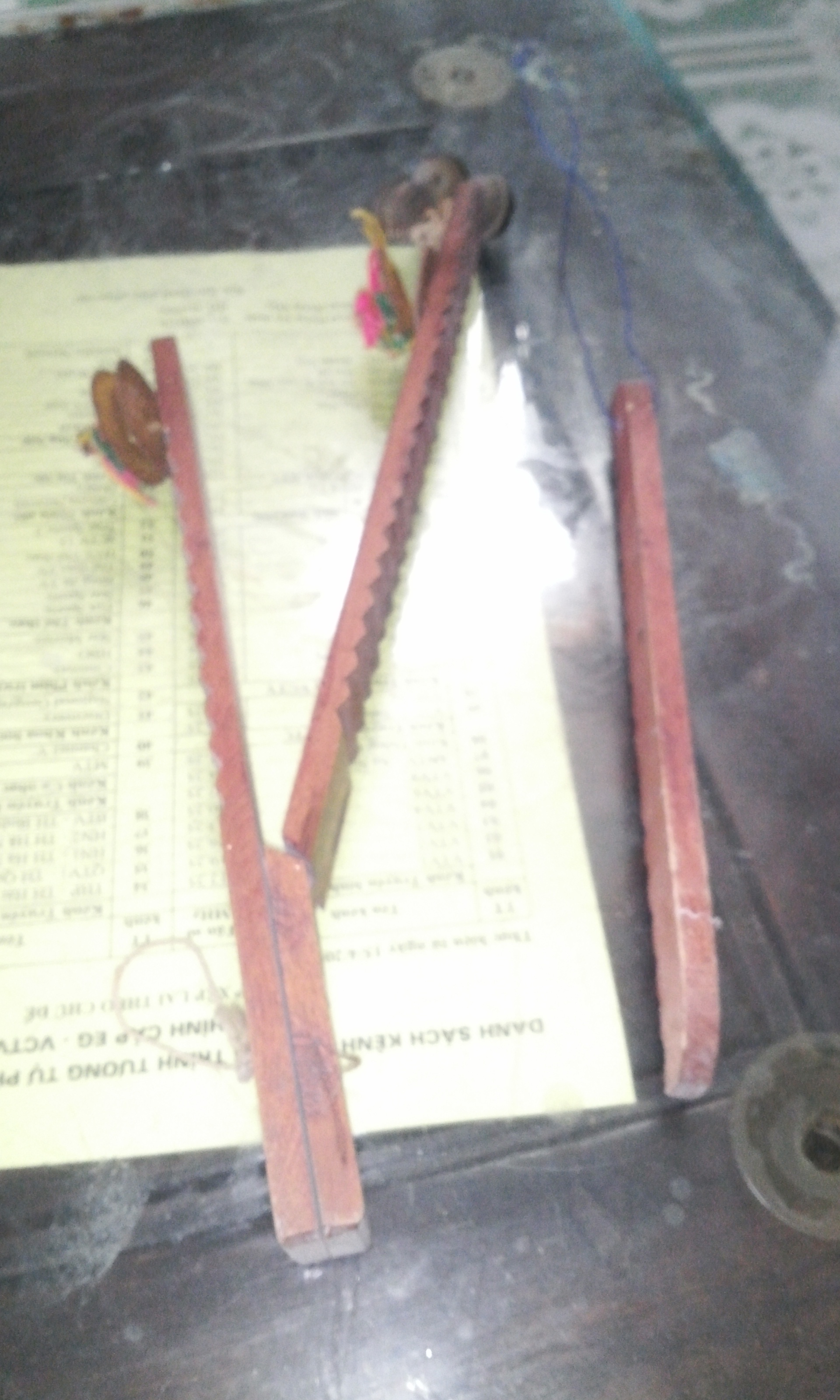
Sanh Tiền (hoặc Sênh Tiền)

Sênh tiền là nhạc cụ gõ độc đáo, xuất hiện ở Việt Nam ít nhất vài trăm năm nay, có lẽ người Mường sử dụng loại nhạc cụ này sớm nhất . Tên cổ của nó là phách xâu tiền hay phách quán tiền (sênh trong tiếng Nôm là phách). Cũng có tên khác là sinh tiền. Nhìn chung, nhạc cụ này là một loại sênh có gắn những đồng tiền vào nên gọi là sênh tiền.

## Cấu tạo
Sinh tiền gồm có 3 thanh gỗ cứng (thường là gỗ trắc hay gỗ cẩm lai). Thanh gỗ thứ nhất và thanh gỗ thứ hai được nối liền bằng một sợi dây da ngắn. Thanh thứ nhất trên đầu có 2 cây đinh nhỏ, mỗi đinh xuyên qua lỗ 3 đồng tiền, đầu đinh có núm để giữ các đồng chinh không rớt ra khi đánh. Mặt thanh thứ nhất (dưới 2 cây đinh) có 1 đoạn dài khoảng 13 cm gồm 10 hàng răng cưa lồi lõm, khía theo chiều ngang. Thanh thứ hai giống như thanh thứ nhất nhưng chỉ có 1 cây đinh gắn các đồng tiền. Cả hai thanh này có phần cuối cùng bằng gỗ, không răng cưa, dùng để làm tay cầm. 
Hai thanh dài khoảng 28 cm, ngang khoảng 3 cm dày khoảng 8mm, còn thanh thức ba ngắn hơn, dài khoảng 20 cm.
Thanh thứ ba ngắn hơn một ít, có khứa răng cưa bên cạnh, cạnh trái khứa từ đầu đến giữa, cạnh phải từ đầu đến cuối.. Thanh thứ ba không có cọc tiền và răng cưa trên mặt, nhưng lại có hàng răng cưa ở hai cạnh hông. Cạnh phải từ đầu đến giữa là răng cưa, còn cạnh trái có răng cưa từ gốc đến giữa. Mỗi cạnh có 10 răng cưa. Thanh này gọi là con dao.
Nhiều nhà nghiên cứu cho rằng sinh tiền là nhạc cụ tổng hợp ba loại nhạc cụ gõ trên thế giới (cái quẹt, cái phách và vòng lắc).

## Biểu diễn
Khi diễn người ta dùng 2 đến 3 ngón tay phải kẹp vào giữa 2 mặt của con dao, tay trái cầm 2 thanh có dây nối. Thanh có 2 cọc tiền nằm trên thanh có 1 cọc tiền, hai thanh này so le nhau (thanh trên hơi lùi xuống, thanh dưới nhô ra), mục đích để 3 cọc tiền sát nhau. Ngón cái đặt trên mặt thanh trên, bốn ngón còn lại đỡ thanh dưới.
Khi rập và mở 2 thanh này âm thanh phách và đồng tiền sẽ phát ra. Tay phải uyển chuyển như múa, cầm con dao quẹt cạnh răng cưa vào 2 bên cạnh của hai thanh kia hoặc quẹt đi quẹt lại 2 đầu của con dao vào mặt hàng răng cưa của thanh trên, tiếng sột soạt sẽ phát ra.

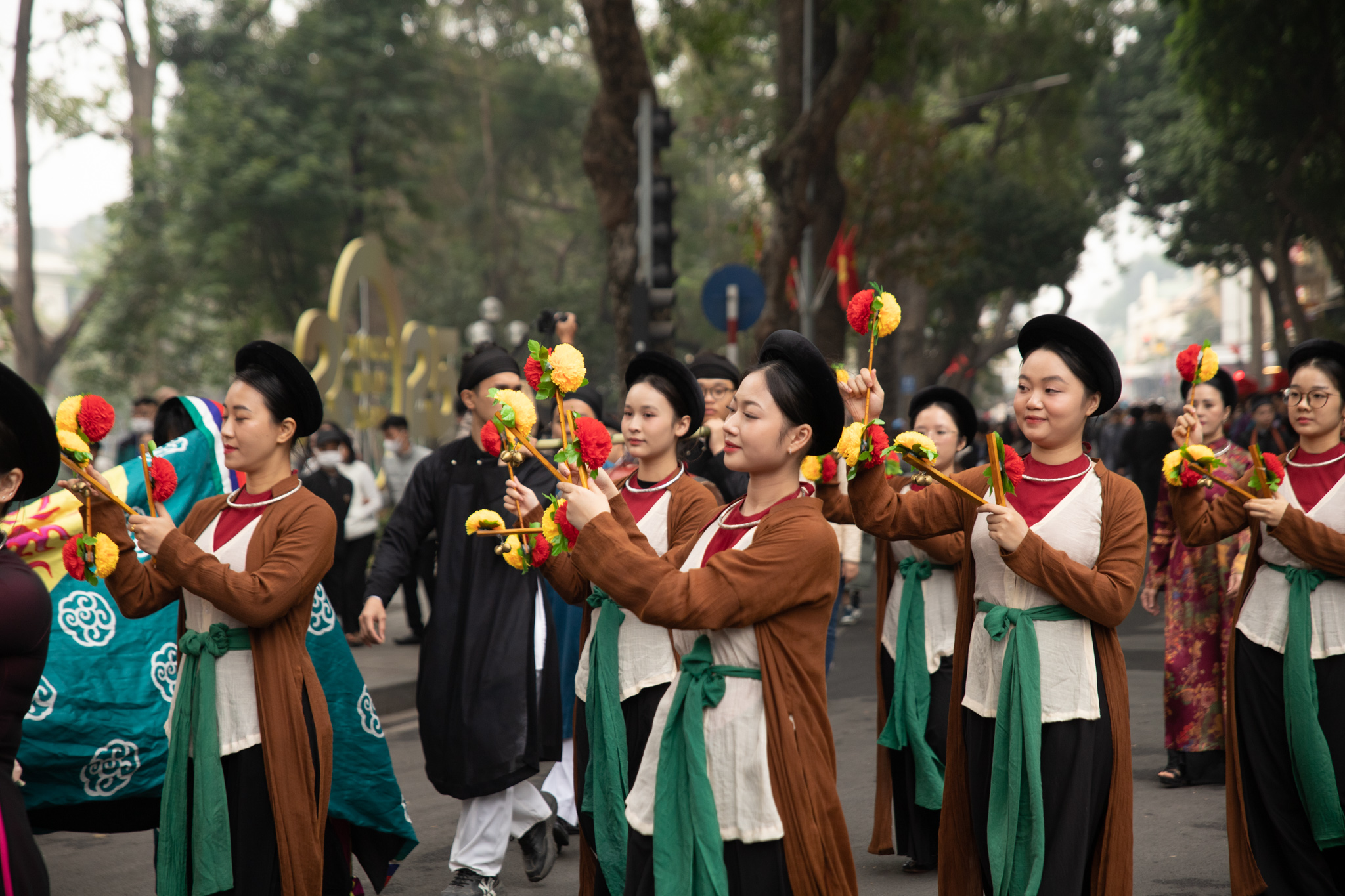
Múa sênh tiền trong lễ hội.

Ngoài ra còn có thể sử dụng con dao, gõ đầu, gõ cạnh và mặt của nó vào 2 thanh của tay trái hoặc đưa con dao vào giữa 2 thanh đang mở ra, lắc gõ nhanh vào 2 thanh ấy, hoặc đưa cao tay trái lắc nhanh hai thanh khiến những đồng tiền kêu leng keng. Cuối một bản nhạc hay cuối một nửa đoạn thường sử dụng kỹ thuật lắc giữa hai thanh phách tiền. 
Đây là một số cách sử dụng sênh tiền, tùy trường hợp mà người ta áp dụng cách lắc gõ như thế nào.

## Sử dụng
Sênh tiền được dùng trong dàn nhạc cung đình, chầu văn, ca Huế, bát âm, hát sắc bùa và hát thờ trong ca trù... Người ta dùng nó để hòa tấu, giữ nhịp hoặc làm đạo cụ múa.
Trên thế giới tương tự Sênh tiền có Sistrum của Ai Cập cổ đại, Zilli Masa có xuất xứ từ Thổ Nhĩ Kỳ và Hy Lạp.